# 2014 في بولندا
فيما يلي قوائم الأحداث التي وقعت خلال عام 2014 في بولندا.

## سياسة

### انتهاء فترة المنصب
- 27 مايو – أندجي دودا عضو سيم  [لغات أخرى]‏.
- 22 سبتمبر – دونالد توسك رئيس مجلس وزراء بولندا.

## رياضة
- 1 يناير – بطولة العالم لألعاب القوى داخل الصالات 2014

## وفيات

### فبراير
- 16 فبراير – بينو ماير فيلاك (مواليد 1928) كاتب سيناريو ألماني.

### مارس
- 17 مارس – أوبول أنتوني (مواليد 1913)

### أبريل
- 24 أبريل – تاديوش روجيفيتش (مواليد 1921)

### مايو
- 25 مايو – فويتشخ ياروزلسكي (مواليد 1923) سياسي بولندي.

### يونيو
- 8 يونيو – ألكسندر إيميش (مواليد 1903)

### أغسطس
- 13 أغسطس – كورت تسكينسكير (مواليد 1928) حكم كرة قدم ألماني.

### سبتمبر
- 4 سبتمبر – وولفهارت بانينبيرغ (مواليد 1928)

### أكتوبر
- 7 أكتوبر – زيجفريد لنس (مواليد 1926) مؤلف ألماني.